# João Teves
João Teves es una ciudad caboverdiana del municipio de São Lourenço dos Órgãos.
Es la capital del municipio.

## Geografía
La ciudad está situada en la isla de Santiago.

## Organización territorial
La ciudad abarca los lugares y barrios de:
- Canária
- Chã de Pitada
- Covão Lopes
- Covão Sequeira
- Posto
- Zona Centro

## Demografía
Gráfica demográfica de la ciudad de João Teves:
| Gráfica de evolución demográfica de João Teves entre 2010 y 2021 |
|                                                                  |